# Die schwarze Katze (1979)
Die schwarze Katze (russisch Место встречи изменить нельзя; Mesto wstretschi ismenit nelsja, dt. Der Treffpunkt kann nicht geändert werden) ist ein sowjetischer Fernsehfilm von Stanislaw Goworuchin aus dem Jahr 1979.

## Handlung
Der Film spielt in Moskau nach dem Zweiten Weltkrieg. Oberleutnant Wladimir Scharapow ist ein junger Aufklärungsoffizier, der gerade aus dem Krieg zurückgekehrt ist und nun bei der Moskauer Miliz in der berühmten MUR (Moskauer Abteilung für strafrechtliche Ermittlungen) eingesetzt ist. Dort wird er Teil eines Elite-Detektivteams, angeführt von dem brillanten, strengen und unkomplizierten Hauptmann Gleb Scheglow. Das Duo wird in zwei scheinbar  nicht zusammenhängende Untersuchungen verwickelt: zum Mord an der jungen ehrgeizigen Schauspielerin Larisa Grusdewa und bei der Jagd nach einer dreisten, bösartigen Bande bewaffneter Räuber, die sich „Die Schwarze Katze“ nennt und sich ständig der Festnahme entzieht.
Während der Verdacht auf den Mord an Grusdewa zunächst auf ihren entfremdeten Ehemann Dr. Grusdew fällt, wird allmählich klar, dass die beiden Fälle zusammenhängen, da ein Gangster der „Schwarzen Katze“, bekannt als Fox, in den Mord verwickelt ist. Als Ergebnis der erfolgreichen Operation von Scheglow, um Fox zu fangen, findet sich Scharapow als verdeckter Ermittler im Versteck der Schwarzen Katze wieder und setzt sich mit dem bedrohlichen Anführer der Bande, dem Buckligen, auseinander.
Ein großer Teil der Serie dreht sich um die Beziehung zwischen Scheglow und Scharapow. Während die beiden enge Freunde und Mitbewohner werden, sie sind im Wesentlichen Gegensätze, die oft im Laufe des Films häufig aufeinander treffen. An der Wurzel des Konflikts liegt Uneinigkeit zur Strafverfolgung zwischen Scharapows Idealismus und Scheglows Ansatz, dass der Zweck die Mittel heiligt. Scheglow, hartnäckig und zynisch, weil er die Kriegsjahre im Kampf gegen die organisierte Kriminalität verbracht hat, meint, dass der Platz eines Diebes im Gefängnis sei und die Öffentlichkeit sich nicht darum kümmern solle, wie er ihn dorthin bringe. Scheglow hält nichts davon, zweifelhafte Taktiken anzuwenden, beispielsweise Beweise zu platzieren, um die Verhaftung eines berüchtigten Taschendiebes zu rechtfertigen. Scharapow hingegen ist der Ansicht, dass das Recht für sich einen höheren Wert darstellt und nicht nur als Werkzeug verwendet werden kann. Ein angespannter Konflikt entsteht auch, wenn Scheglow, um Fox in die Irre zu führen, beschließt, Grusdew weiterhin in Haft zu halten, auch als klar wird, dass der Mann unschuldig ist.

## Produktion und Veröffentlichung
Die Miniserie erreichte in der UdSSR den Status eines Kultfilms und wurde wie Siebzehn Augenblicke des Frühlings ein Teil der populären Kultur für mehrere Generationen von russischsprachigen TV-Zuschauern. Die Serie zeigt den berühmten Sänger Wladimir Wyssozki in einem seiner letzten Kinoproduktionen (sein Tod im Alter von 42 Jahren kam weniger als ein Jahr nach der Veröffentlichung des Films).
Der Film basiert auf einem Roman mit dem Titel Die Epoche der Barmherzigkeit von den Brüdern Wainer (Arkadi und Georgi Wainer), der unter dem Namen Die Schwarze Katze in deutscher Sprache veröffentlicht wurde.
Die Premiere fand am 11. November 1979 im Zentralen sowjetischen Fernsehen statt. Unter dem Titel Die schwarze Katze begann das 2. Programm des Fernsehens der DDR mit der Ausstrahlung des fünfteiligen Fernsehfilms am 13. November 1980.